# Jacarezinho
Jacarezinho – miasto i gmina w Brazylii, w stanie Parana. Znajduje się w mezoregionie Norte Pioneiro Paranaense i mikroregionie Jacarezinho.
Na cmentarzu miejskim spoczywał przed ekshumacją książę Andrzej Lubomirski, który mieszkał w mieście w latach 50. XX wieku.
Miasto zostało umieszczone w epilogu książki Żyto w dżungli Zbigniewa Uniłowskiego.